# San Marcos de las Rosas
San Marcos de las Rosas är en ort i Mexiko.   Den ligger i kommunen Zitlala och delstaten Guerrero, i den sydöstra delen av landet, 190 km söder om huvudstaden Mexico City. San Marcos de las Rosas ligger 2 318 meter över havet och antalet invånare är 365.
Terrängen runt San Marcos de las Rosas är kuperad söderut, men norrut är den bergig. San Marcos de las Rosas ligger uppe på en höjd. Runt San Marcos de las Rosas är det ganska glesbefolkat, med 31 invånare per kvadratkilometer. Närmaste större samhälle är Chilapa de Alvarez, 11,4 km söder om San Marcos de las Rosas. I omgivningarna runt San Marcos de las Rosas växer huvudsakligen savannskog.